# Monarca de Yap
El monarca de Yap (Monarcha godeffroyi) és un ocell de la família dels monàrquids (Monarchidae).

## Hàbitat i distribució
Habita els boscos de l'illa de Yap, al nord-oest de les Carolines.